# Donji Palačkovci
Donji Palačkovci (szerbül: Доњи Палачковци), település Bosznia-Hercegovinában, a Bosanska Krajina és a Bosanska Posavina közötti átmeneti területen, Prnjavor község területén, a Szerb Köztársaságban. 

## Fekvése
Bosznia-Hercegovina északi részén, Banja Lukától légvonalban 47, közúton 70 km-re északkeletre, községközpontjától légvonalban 9, közúton 14 km-re északkeletre, 144-207 méteres tengerszint feletti magasságban fekszik.

## Népessége
| Nemzetiségi csoport | Népesség 1991 | Népesség 2013 |
| ------------------- | ------------- | ------------- |
| Szerb               | 563           | 362           |
| Bosnyák             | 1             | 0             |
| Horvát              | 0             | 1             |
| Jugoszláv           | 0             | 0             |
| Egyéb               | 4             | 8             |
| Összesen            | 568           | 371           |

## Története
A Palačkovci területén található nagyszámú őskőkori (paleolit) lelőhely tanúsága szerint ez a terület, különösen Gornji Palačkovci területe már a legrégibb idők óta sűrűn lakott volt. A leletek szinte kivétel nélkül az ősember által megmunkált kőeszközökből, kőszerszámokból állnak. Az itt fennmaradt két késő középkori temető sírkövei a kereszténység főáramlatának behódolni nem akaró, eredetileg Boszniában élő bogumilok díszesen faragott középkori sírkövei voltak.
A térség 1878-ig tartozott az Oszmán Birodalomhoz, ekkor a berlini kongresszus határozata alapján az Osztrák-Magyar Monarchia része lett. Bosznia-Hercegovina 1878-as megszállása után, amikor az olaszok megtudták, hogy Ausztria-Magyarország számukra is földet ajánl Boszniában, az akkor Ausztria-Magyarország alá tartozó tiroli régióból beözönlöttek. A betelepítés 1881-ben történt. Az olaszok először különböző területekre, Palačkovci, Štrpci, Babanovci területére érkeztek, de a legtöbben Štivorban telepedtek le. Az olasz családok úgy érezték, hogy együtt kell lenniük és egy helyen kell élniük. Ennek megfelelően kérvényt küldtek az osztrák-magyar hatóságokhoz, és tíz év várakozás után a családok ugyanazon a területen szerezhettek telkeket. Betelepülésük okairól két vélemény uralkodik. Az egyik szerint földcsuszamlások és esőzések veszélyeztették Valšugame térségében a lakosság életét, migrációt okozva. Egy másik szerint a selyemhernyó egy ördögi betegséget kezdett terjeszteni, ami arra kényszerítette őket, hogy új életteret keressenek maguknak. 1910-ben a Prnjavori járáshoz tartozó Palačkovci településen 146 háztartást, 86 római katolikus, 775 ortodox és 19 muszlim lakost találtak.
A monarchia szétesésével 1918-ban előbb a Szerb-Horvát-Szlovén Királyság, majd 1929-től a Jugoszláv Királyság része. 1921-ben Palačkovcinak 161 háztartása és 1008 lakosa volt. Az 1929-es törvény értelmében, amikor Bosznia-Hercegovinát négy banovinára, Drinskára, Vrbaskára, Zetskára és Primorskára osztották, a település a Vrbaska banovina része lett, amelynek székhelye Banja Luka volt Jugoszlávia megszállása után a Független Horvát Állam (NDH) része lett. A második világháború után a település a szocialista Jugoszláviához tartozott. A daytoni békeszerződést követő területfelosztásnál a település Prnjavor község részeként a Szerb Köztársaság területéhez került. 

## Nevezetességei
- Brijeg – őskőkori telep az Ukrina völgye feletti magaslaton. A leletek főként megmunkált kőeszközök.[4]

- Čuljkovište – őskőkori telep egy domb északi oldalán. A leletek főként megmunkált kőeszközökből állnak.[4]

- Kučište – őskőkori telep egy domb lejtőin, kisszámú megmunkált kőeszközzel, melyek kulturális hovatartozása bizonytalan.[4]

- Lipik – Gaj – középkori temető maradványai. A pravoszláv templom és temető mellett 35 db késő középkori stećak sírkő maradt fenn.[4]

- Mitrovača (Grčko Greblje) – késő középkori temető maradványai. Itt 4 db késő középkori stećak sírkő maradt fenn, kereszt díszítéssel.[4]

- Smrekvik – őskőkori telep egy kerek domb tetején. A leletek főként megmunkált kőeszközökből állnak.[4]

- Tošanica Brdo – őskőkori telep egy, az Ukrina völgye felé lejtő hosszan elnyúló domb gerincén, főként megmunkált kőeszközökkel.[4]

- Urija 1 – őskőkori telep az Ukrina bal partja feletti hosszan elnyúló magaslaton, melynek több csúcsa van. Ezek közül a legalacsonyabb és legészakibb az Urija 1 lelőhely. A leletek főként megmunkált kőeszközökből állnak.[4]

- Urija 2– őskőkori telep az Ukrina bal partja feletti egyik dombtetőn, sok megmunkált kőeszközzel.[4]

- Urija 3 (Borić) - őskőkori telep és tumulus maradványai az Ukrina bal partja feletti magaslat legmagasabb részének kiterjedt platóján. Egy mélyedés agyagos talajában megmunkált kőeszközöket találtak. Ennek közelében pedig egy kisméretű tumulus (sír céljára szolgáló földhalom) található.[4]